# Isla Contoy
Isla Contoy est une petite île du golfe du Mexique située sur la côte nord de la péninsule du Yucatán, dans l'État mexicain de Quintana Roo.